# Муракла
Муракла — река в России, протекает по Похвистневскому району Самарской области. Устье реки находится в 11 километрах от устья по левому берегу реки Аманак. Длина реки — 20 километров.

## Данные водного реестра
По данным государственного водного реестра России относится к Нижневолжскому бассейновому округу, водохозяйственный участок реки — Большой Кинель от истока и до устья, без реки Кутулук от истока до Кутулукского гидроузла. Речной бассейн реки — Волга от верхнего Куйбышевского водохранилища до впадения в Каспий.
Код объекта в государственном водном реестре — 11010000812112100008180.